# آرمن کتیان
آرمن کتیان (انگلیسی: Armen Keteyian؛ زادهٔ ۶ مارس ۱۹۵۳) زندگی‌نامه‌نویس، نویسنده ورزشی و روزنامه‌نگار تحقیقی اهل ایالات متحده آمریکا است که هم‌اکنون برنامه خبری ۶۰ دقیقه را اجرا می‌کند.

## زندگی‌نامه
وی در ۶ مارس ۱۹۵۳ در دیترویت به دنیا آمد و از دانشگاه ایالتی سن دییگو فارغ‌التحصیل شد. 